# Nitidiscala catalinae
Nitidiscala catalinae är en snäckart som först beskrevs av Dall 1908.  Nitidiscala catalinae ingår i släktet Nitidiscala och familjen vindeltrappsnäckor. Inga underarter finns listade i Catalogue of Life.